# La Mosaïque de Sarance
La Mosaïque de Sarance (titre original : The Sarantine Mosaic) est une saga de fantasy historique écrite par Guy Gavriel Kay en deux volumes, publiés respectivement en 1998 et 2000. Les éditions Buchet/Chastel publient les deux romans en français en 1998 et en 2000.
Les éditions L'Atalante rééditent la série dans une nouvelle traduction sous le titre La Mosaïque sarantine, le premier roman paraissant en 2019 sous le nouveau titre Voile vers Sarance et le second en 2020, toujours titré Le Seigneur des empereurs.

## Thématique
L'histoire se déroule dans un monde proche du monde méditerranéen du VIe siècle, et particulièrement de l'Empire byzantin au temps de l'empereur Justinien. L'importance de l'art pour la civilisation, le voyage comme facteur de changement, ainsi que la perte et la reconstruction sont des thèmes majeurs du roman. 
Le personnage principal de la saga est un mosaïste nommé Crispin, originaire de la Batiare (l'équivalent de l'Italie de l'époque, faisant partie du Royaume ostrogoth), qui est appelé à Sarance (Constantinople), capitale de l'empire de Trakésie, et se retrouve mêlé aux complots qui agitent la Cour de l'empereur Valérius. Les personnages importants que Crispin va être amené à côtoyer sont inspirés de personnages historiques. Ainsi, l'empereur Valérius II et l'impératrice Alixana sont inspirés de Justinien et Théodora, la reine Gisèle de Batiare d'Amalasonte, le stratège Léontès par Bélisaire, son épouse Styliane par Antonine, et l'historien Pertennius par Procope. 
Les titres des deux volumes sont Le Chemin de Sarance (1998), dont le titre original Sailing to Sarantium est directement inspiré d'un poème de William Butler Yeats (Sailing to Byzantium), et Le Seigneur des empereurs (2000) (dont le titre original est Lord of Emperors).

## Résumé

### Le Chemin de Sarance
Crispin, un artisan mosaïste réputé en Batiare et qui a perdu femme et enfants au cours d'une épidémie de peste, est appelé dans la grande cité de Sarance par l'empereur Valérius II pour créer une mosaïque d'un sanctuaire en construction. Malgré ses réticences, Crispin n'a d'autre choix que d'accepter et se voit de plus chargé par la reine Gisèle de Batiare, dont le trône est menacé, d'une mission secrète. Accompagné par un oiseau pensant, il entreprend le long et périlleux voyage qui doit le mener à Sarance et noue une amitié avec l'esclave Kasia et le tribun Carullus après une confrontation avec une divinité païenne qui va bouleverser son existence.

### Le Seigneur des empereurs
Enfin parvenu à Sarance, Crispin s'est attelé à son travail tout en découvrant la passions des Sarantins pour les courses de chars dans l'hippodrome. Son indéniable talent de décorateur lui vaut les bonnes grâces de l'empereur Valérius et de l'impératrice Alixana. Il rencontre également Styliane, épouse du stratège Léontès, une femme qui le dégoûte et le fascine à la fois. Mais, en gravitant trop près du pouvoir, Crispin va se retrouver mêlé aux luttes de factions qui déchirent la capitale de l'empire, d'autant plus que Valérius projette de reconquérir la Batiare, autrefois berceau de l'empire, et que les relations avec la nation voisine de Bassanie (l'équivalent de l'empire sassanide) sont au plus mal.

## Accueil critique
Le site Elbakin.net donne aux deux volumes la note générale de 8,5 sur 10, évoquant « une franche réussite à lire absolument » où l'auteur « fait particulièrement bien ressortir » la fascination qu'exerce Sarance sur les personnages « avec délicatesse, subtilité, et surtout, poésie » avec parfois « le luxe d’un détour par des chemins de traverse, sans que l’intrigue principale en pâtisse pour autant ». ActuSF délivre aussi une critique positive, évoquant un premier tome au « rythme relativement lent, bien que des scènes d’actions ponctuent le récit à intervalles réguliers » mais où « l’originalité du monde, l’introduction d’humour et l’intérêt de l’histoire donnent vraiment envie de se procurer le deuxième tome » bien qu'il ne soit « pas vraiment recommandé pour ceux qui aiment leur fantasy très fantastique et très rythmée », et une deuxième partie avec un rythme qui s’accélère et où « l’inattendu succède à l’imprévu, sans toutefois sacrifier la profondeur et la poésie à laquelle Kay nous a également accoutumés »,.

## Distinctions
En 1999, Le Chemin de Sarance a été nommé au prix World Fantasy, au prix Locus du meilleur roman de fantasy, terminant à la huitième place, et au prix Aurora.
En 2001, Le Seigneur des empereurs a été nommé au prix World Fantasy, au prix Locus du meilleur roman de fantasy, terminant à la septième place, et au prix Mythopoeic. 